# Szadi Abu Dib
Szadi Abu Dib, arab. ‏شادي أبو ديب‎, hebr. ‏שאדי אבו דיב‎ (ur. 14 lipca 1975 w Dżaldżulji) – izraelski piłkarz występujący na pozycji pomocnika. W trakcie swojej kariery reprezentował barwy m.in. Śląska Wrocław, Szczakowianki Jaworzno, czy Pogoni Świebodzin.